# Памятных, Тамара Устиновна
Тамара Устиновна Памятных (1919—2012) — советская лётчица, участница Великой Отечественной войны, командир эскадрильи 586-го женского истребительного авиационного полка ПВО.

## Биография
Родилась 30 декабря 1919 года в Екатеринбурге.
В 1936 году 16-летняя Тамара пошла в аэроклуб города Свердловска. Затем попала в Ульяновскую лётную школу, где среди 250 парней учились 11 девушек.
По окончании училища Тамара работала лётчиком-инструктором в аэроклубе, который через месяц после начала войны стал военной лётной школой, и она учила курсантов летать на самолёте — «УТ-2».
В октябре 1941 года Тамару и ещё двух девушек вызвали в Москву, в штаб ВВС. Оттуда попала в город Энгельс Саратовской области.
За годы Великой Отечественной войны совершила 205 боевых вылетов и сбила 2 немецких бомбардировщика. Службу проходила в 586-м авиационном полку.
В воздушном бою 19 марта 1943 года в паре с Раисой Сурначевской — отразили налёт группы из 42 бомбардировщиков на железнодорожный узел Касторное, сбив при этом 4 самолёта. За это они были награждены орденами Красного Знамени.
Чуть позже английский король, прочитав об этом сообщении, прислал лётчицам в подарок через советский МИД золотые часы. На часах Памятных было выгравировано: «Храброй и элегантной лётчице Лейтенанту Тамаре Памятных от короля Англии Георга VI!».
После окончания войны работала диспетчером Ростовского аэропорта ГВФ.
Член президиума областного комитета ветеранов войны. Председатель совета клуба «Фронтовичка».
В 1968 году, накануне 25-летия окончания Сталинградской битвы, в Волгограде состоялась встреча летчиц бывшего 586-го истребительного авиационного полка, где была и Тамара Памятных.

### Семья
В 1944 году Памятных вышла замуж за Часнык Николая Леонтьевича — лётчика-истребителя, Героя Советского Союза.
В семье было два сына и дочь. Младший сын — Александр, пошёл по родительскому пути и тоже стал лётчиком-истребителем, сейчас полковник в отставке.

## Награды
- Награждена орденами и медалями СССР.
- Также награждена Золотой почётной медалью Правления Российского фонда мира[8].